# Pré-découverte
La pré-découverte est en astronomie le fait de retrouver l'image d'un objet dans d'anciennes images archivées (dessins puis photos). Ceci arrive le plus souvent avec des planètes mineures, mais aussi parfois pour une comète, une planète naine, ou encore un satellite naturel. Des pré-découvertes d'exoplanètes sont même rapportées.

## Contexte et méthode
Le calcul de l'orbite d'un objet astronomique requiert de mesurer sa position à de multiples reprises. Plus ces observations sont séparées dans le temps, plus l'orbite sera calculée précisément. Cependant, pour un objet fraîchement découvert, seules des observations sur quelques jours ou quelques semaines peuvent être disponibles, ce qui ne permet que de calculer une orbite préliminaire peu précise.
Lorsqu'un objet a un intérêt particulier (tel qu'un astéroïde risquant de percuter la Terre), les chercheurs commencent à rechercher des images d'avant la découverte. En utilisant l'orbite préliminaire qui a été calculée, ils peuvent prédire où l'objet devrait apparaître sur les anciennes images d'archive. On recherche ces images, datant parfois de plusieurs dizaines d'années, pour vérifier si l'objet n'avait pas en fait été déjà photographié. S'il avait déjà été vu, une orbite beaucoup plus précise peut alors être calculée.
Jusqu'à l'accès à grande échelle d'ordinateurs rapides, il n'était pas pratique d'analyser et de mesurer les images pour la découverte de possibles planètes mineures car cela demandait une quantité de travail manuel considérable. Le plus souvent, ces images avaient été faites des années voire des décennies auparavant dans un tout autre but (études de galaxies, etc.) et on n'avait pas le temps de rechercher des images de pré-découverte d'astéroïdes ordinaires. Les ordinateurs peuvent facilement analyser les images astronomiques numériques et les comparer aux catalogues d'étoiles contenant jusqu'à un milliard de positions d'étoiles pour voir si une de ces « étoiles » est en réalité l'image pré-découverte d'un objet nouvellement découvert. Cette technique est utilisée depuis le milieu des années 1990 pour déterminer les orbites d'un grand nombre de planètes mineures.

## Étymologie et terminologie
Le nom anglophone precovery est la contraction de pre-discovery recovery, que l'on peut traduire plus ou moins par « redécouverte avant la découverte », où recovery (littéralement « récupération », ici plutôt « redécouverte ») désigne le fait de faire de nouvelles observations d'un objet déjà observé par le passé après une période de non-observation,.
Le terme de « pré-découverte » (precovery) fait référence à une image antérieure à la découverte et ne doit pas être confondu avec la notion de « redécouverte » (recovery) qui se réfère au fait d'imager un objet qui avait été perdu et n'était plus visible (par exemple parce qu'il passait derrière le Soleil) mais est de nouveau visible maintenant.

## Exemples
Un cas extrême de pré-découverte est celui d'un objet découvert le 31 décembre 2000 et désigné provisoirement 2000 YK66. Une orbite d'objet géocroiseur fut alors calculée et il s'avéra qu'il avait déjà été découvert le 23 février 1950, recevant à l'époque la désignation provisoire 1950 DA. La période exceptionnellement longue entre les deux observations permit de calculer son orbite de façon extrêmement précise et de constater qu'il avait un petit risque d'entrer en collision avec la Terre. Un numéro fixe lui fut attribué : (29075) 1950 DA.
L'astéroïde (69230) Hermès fut découvert en 2003 et numéroté, mais on se rendit compte qu'il était déjà connu depuis 1937, sous la désignation provisoire 1937 UB et le nom Hermès. Le centaure (2060) Chiron fut découvert en 1977, mais des images de pré-découvertes remontant à 1895 furent retrouvées !
Un autre cas extrême de pré-découverte concerne la planète Neptune. Galilée observa Neptune le 28 décembre 1612 et le 27 janvier 1613, lorsque cette planète était située à un point de son orbite pratiquement juste derrière Jupiter, vu depuis la Terre. Étant donné que le mouvement de Neptune est extrêmement lent et que la planète apparaît très peu brillante par rapport aux autres planètes connues à l'époque, Galilée prit par erreur Neptune pour une étoile fixe, laissant Neptune non découverte jusqu'en 1846. Il nota néanmoins que l'« étoile » Neptune semblait se déplacer, remarquant qu'entre ses deux observations la distance apparente de l'objet par rapport à une autre étoile avait changé. Charles T. Kowal, qui identifia cette pré-découverte en 1980, était en quête d'observations anciennes de Neptune et rechercha pour cela les moments postérieurs à l'invention du télescope où elle se trouvait en conjonction avec d'autres planètes. Deux conjonctions avec Jupiter étaient potentiellement exploitables : janvier 1613 et septembre 1702. Kowal choisit l'année 1613 car, à cette époque, seul Galilée pratiquait l'astronomie avec un instrument optique, ce qui facilitait la recherche. Cependant, contrairement à des images photographiques, des dessins tels que ceux faits par Galilée ne sont généralement pas assez précis pour affiner l'orbite d'un objet.
En 1795, Lalande prit également Neptune pour une étoile. En 1690, John Flamsteed fit la même erreur avec Uranus, la cataloguant même en tant que « 34 Tauri ».

## Tableaux comparatifs entre date de découverte et date de plus ancienne pré-découverte

### Planètes
Seules Uranus et Neptune apparaissent, les autres planètes étant connues depuis l'Antiquité.
| Planète | Date de découverte | Date de pré-découverte                                                             | Écart                                                                                                   |
| ------- | --- | ---------------------------------------------------------------------------------- | --- |
| Uranus  | 13/03/1781 (W. Herschel)                                                                                                  | 23/12/1690 (« 34 Tauri » par J. Flamsteed) possiblement 128 av. J.-C. (Hipparque), | 90 ans, 2 mois et 18 jours 1 909 ans                                                                    |
| Neptune | 31/08/1846 (publication des calculs d'U. Le Verrier) 23/09/1846 (obs. de J. G. Galle sur les indications d'U. Le Verrier) | 28/12/1612 (Galilée)                                                               | 233 ans, 8 mois et 3 jours (par rapport à Le Verrier) 233 ans, 8 mois et 26 jours (par rapport à Galle) |

### Planètes naines

#### Planètes naines reconnues
| Planète naine     | Date de découverte                                        | Date de pré-découverte | Écart                       |
| ----------------- | --------------------------------------------------------- | ---------------------- | --------------------------- |
| (134340) Pluton   | 23/01/1930 (C. W. Tombaugh)                               | 1909                   | 21 ans                      |
| (136108) Hauméa   | 07/03/2003                                                | 22/03/1955             | 47 ans, 11 mois et 13 jours |
| (136199) Éris     | 21/10/2003 (M. E. Brown, C. A. Trujillo et D. Rabinowitz) | 03/09/1954             | 49 ans, 1 mois et 18 jours  |
| (136472) Makémaké | 31/03/2005 (M. E. Brown, C. A. Trujillo et D. Rabinowitz) | 29/01/1955             | 50 ans, 2 mois et 2 jours   |

#### Planètes naines potentielles
| Objet             | Date de découverte                                        | Date de pré-découverte       | Écart                       |
| ----------------- | --------------------------------------------------------- | ---------------------------- | --------------------------- |
| (2) Pallas        | 28/03/1802 (Heinrich Olbers)                              | 06/04/1779 (Charles Messier) | 22 ans, 11 mois et 22 jours |
| (38628) Huya      | 10/03/2000 (I. Ferrin)                                    | 09/04/1996                   | 3 ans, 11 mois et 1 jour    |
| (20000) Varuna    | 28/11/2000 (Robert McMillan (Spacewatch))                 | 24/11/1954                   | 46 ans et 7 jours           |
| (28978) Ixion     | 22/05/2001 (Deep Ecliptic Survey)                         | 17/07/1982                   | 18 ans, 10 mois et 5 jours  |
| (50000) Quaoar    | 04/06/2002 (C. A. Trujillo et M. E. Brown)                | 25/05/1954                   | 48 ans et 10 jours          |
| (90377) Sedna     | 14/11/2003 (M. E. Brown, C. A. Trujillo et D. Rabinowitz) | 25/09/1990                   | 13 ans, 1 mois et 20 jours  |
| (90482) Orcus     | 17/02/2004                                                | 08/11/1951                   | 52 ans, 3 mois et 9 jours   |
| (225088) Gonggong | 17/07/2007 (M. E. Schwamb, M. E. Brown, D. Rabinowitz)    | 19/08/1985                   | 21 ans, 10 mois et 28 jours |

### Quelques autres objets du Système solaire
| Objet            | Date de découverte      | Date de pré-découverte | Écart                       |
| ---------------- | ----------------------- | ---------------------- | --------------------------- |
| (2060) Chiron    | 18/10/1977 (C. Kowal)   | 24/04/1895             | 82 ans, 5 mois et 24 jours  |
| (6648) 1991 PM11 | 09/08/1991 (H. E. Holt) | 28/09/1926             | 64 ans, 10 mois et 12 jours |

### Exoplanètes
| Objet       | Date de découverte | Date de pré-découverte                       | Écart       |
| ----------- | ------------------ | -------------------------------------------- | ----------- |
| HD 209458 b | 1999               | 1989-1993 (Hipparcos)                        | > 6 ans     |
| HD 189733 b | 2005               | années 1990 (Hipparcos)                      | ~ 10–15 ans |
| HR 8799 d   | 2007-8             | 1998 (Hubble, imagerie)[source insuffisante] | ~ 10 ans    |
| WASP-18 b   | 2009               | 1989-1993 (Hipparcos, transit)               | > 16 ans    |
| WASP-33 b   | 2010               | 1989-1993 (Hipparcos, transit)               | > 17 ans    |

### Étoiles
| Objet                | Date de découverte | Date de pré-découverte | Écart  |
| -------------------- | ------------------ | ---------------------- | ------ |
| Étoile de van Maanen | 1917               | 1896                   | 21 ans |